# A viskó (film)
A viskó (eredeti cím: The Shack) 2017-ben bemutatott amerikai filmdráma, amelyet Stuart Hazeldine rendezett. A forgatókönyvet William P. Young 2007-ben kiadott azonos című regénye alapján John Fusco, Andrew Lanham és Destin Cretton írta. A főbb szerepekben Sam Worthington, Octavia Spencer, Avraham Aviv Alush, Radha Mitchell és Alice Braga látható.
Az Amerikai Egyesült Államokban 2017. március 3-án mutatták be a mozikban a Lionsgate Films forgalmazásában.

## Cselekmény
A történet elején Mackenzie "Mack" Phillips	lányát elrabolják és a jelek szerint brutálisan meggyilkolják. Az egész család lassan a teljes összeomlás felé tart. A gyerekek bezárkóznak, és titokban magukat hibáztatják, a szülőkre rátelepszik a szűnni nem akaró gyász és bánat.
Mack egyik nap egy „Papa” nevű feladótól különös levelet kap. A levélben meghívja a viskóba, ahol feltehetőleg a lányát meggyilkolták. Mack elmegy, de egy rozoga viskó és a hideg tél helyett egy takaros kis kunyhó várja a tavaszi erdő közepén. A viskóban találkozik Papával (Istennel), Jézussal, Nannal és Willie-vel. Ők segítenek Macknek feldolgozni és elfogadni a történteket. Ahogy telnek a napok és a hetek, megnyugodni látszik.
Időközben Papa elvezeti Macket lánya nyughelyére, ahová gyilkosai rejtették. A történet tetőpontja akkor jön el, mikor láthatja kívülről kislányát a túlvilágban, ahol vidáman játszadozik és jól érzi magát. A terápia jellegű találkozás után Isten és a Szentháromság nehéz döntés elé állítja: élhet kislányával békében vagy hazamegy családjához (Mack csak most tudta meg, hogy lánya hibáztatja magát kistestvére halála miatt).
Jó édesapaként nehezen, de meghozza döntését és családját választja, tudván, hogy kislánya békében nyugszik a túlvilágon.

## Szereplők
| Szereplő       | Színész           | Magyar hang        |
| -------------- | ----------------- | ------------------ |
| Mack Phillips  | Sam Worthington   | Széles Tamás       |
| Isten (Papa)   | Octavia Spencer   | Kocsis Mariann     |
| Papa           | Graham Greene     | Cs. Németh Lajos   |
| Nan Phillips   | Radha Mitchell    | Zakariás Éva       |
| Jézus          | Aviv Alush        | Jakab Márk         |
| Sarayu         | Macubara Szumire  | Czető Zsanett      |
| Willie         | Tim McGraw        | Lux Ádám           |
| Sophia         | Alice Braga       | Bogdányi Titanilla |
| Kate Phillips  | Megan Charpentier | Pekár Adrienn      |
| Josh Phillips  | Gage Munroe       | Boldog Gábor       |
| Missy Phillips | Amélie Eve        | Szűcs Anna Viola   |

### Magyar változat
- Bemondó: Endrédi Máté
- Magyar szöveg: Szép Veronika
- Hangmérnök és vágó: Tóth Imre
- Gyártásvezető: Vigvári Ágnes
- Szinkronrendező: Kertész Andrea
- Produkciós vezető: Jávor Barbara

A szinkront a Direct Dub Studios készítette el.

## A film készítése
Forest Whitaker eredetileg rendezőként és főszereplőként is részt vett volna a filmben, ám végül elhagyta a projektet.

### Forgatás
A film forgatása 2015. június 8-án kezdődött a Vancouverben.  A kempingjeleneteket a Cultus-tó melletti Sunnyside Campgroundban vették fel, míg a vízeséses jeleneteket a Multnomah Fallsnál forgatták, amely helyszínt a forrásként szolgáló regény is konkrétan említi.